# Vakit

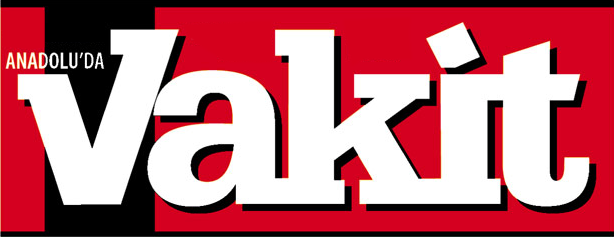

* Vakit: Un periódico de corte tradicionalista islámico que parece haber estado en conflicto constante con las autoridades turcas (cambió su nombre en varias ocasiones debido a sus clausuras; su nombre anterior era Akit). Muchos jóvenes, practicantes musulmanes en su mayoría, de Turquía evitan este periódico debido a su estilo sensacionalista (tildaron recientemente al canciller alemán de «nazi » en uno de sus titulares). Ex portavoz de la ideología Milli Görüş de Necmettin Erbakan y sus seguidores.